# Lijst van oorlogsmonumenten in Tilburg
De Nederlandse gemeente Tilburg heeft 33 oorlogsmonumenten. Hieronder een overzicht.
| Nr.                             | Object                                                 | Herdachte groep | Ontwerper                                                                                       | Onthulling        | Type               | Locatie                                | Plaats                          | Coördinaten                   | Foto                                        |
| ------------------------------- | ------------------------------------------------------ | --- | ----------------------------------------------------------------------------------------------- | ----------------- | ------------------ | -------------------------------------- | ------------------------------- | ----------------------------- | ------------------------------------------- |
| 30                              | Monument voor W.A.J. Berkelmans                        | verzet Nederland | Frater Gamaliël (ontwerper), Firma Gebrs. De Kok (uitvoerder)                                   | 1 mei 1947        | reliëf             |                                        | Tilburg                         | 51° 33' 19" NB, 5° 5' 26" OL  |                                             |
| 110                             | Monument voor Coba Pulskens                            | verzet Nederland | Jacques van Poppel                                                                              | 2 februari 1947   | reliëf             | Diepenstraat 25, 5025 MP               | Tilburg                         | 51° 33' 9" NB, 5° 4' 10" OL   | Meer afbeeldingen                           |
| 111                             | Monument op het Merodeplein                            | overig | Albert Verschuuren                                                                              |                   | beeld/sculptuur    | Merodeplein, 5021 GH                   | Tilburg                         | 51° 32' 55" NB, 5° 5' 31" OL  | Monument op het Merodeplein                 |
| 112                             | René Klessensmonument tegen Oorlog en Geweld           | algemeen, burgerslachtoffers | Christien Nijland                                                                               | 1996              | overig             | St. Willebrordplein, 5014 BX           | Tilburg                         | 51° 33' 49" NB, 5° 5' 58" OL  | Meer afbeeldingen                           |
| 196                             | Monument op de R.K. begraafplaats Hasselt              | burgerslachtoffers | A. Clijsen                                                                                      |                   | gedenkmuur         |                                        | Tilburg                         | 51° 33' 19" NB, 5° 5' 26" OL  |                                             |
| 412                             | Indië-monument                                         | militairen in dienst van het Ned. Kon. na 1945                                                                                               | Ir. André M. Doevendans (02-06-1927)                                                            | 19 mei 2001       | overig             | Stadhuisplein, 5038 WH                 | Tilburg                         | 51° 33' 19" NB, 5° 5' 11" OL  | Indië-monument                              |
| 768                             | Mariakapel                                             | militairen in dienst van het Ned. Kon. na 1945, geallieerde militairen, militairen in dienst van het Ned. Kon. 1940-1945, burgerslachtoffers | Jos Bedaux (kapel), Luc. van Hoek (beeld), Leo Baümler (gedenksteen uit 1953), Smid van der Loo |                   | kapel              | Schoorstraat, 5071 RA                  | Udenhout                        | 51° 37' 25" NB, 5° 7' 23" OL  | Meer afbeeldingen                           |
| 1878                            | Monument Koninklijke Nederlandse Brigade Prinses Irene | verzet Nederland | Eduard Speyart van Woerden                                                                      | 27 oktober 1955   | beeld/sculptuur    | Stadhuisplein, 5038 WH                 | Tilburg                         | 51° 33' 19" NB, 5° 5' 11" OL  | Meer afbeeldingen                           |
| 1879                            | Monument voor de 15th Scottish Division                | geallieerde militairen | Frans Broers                                                                                    | 27 oktober 1989   | beeld/sculptuur    | Stadhuisplein, 5038 WH                 | Tilburg                         | 51° 33' 19" NB, 5° 5' 11" OL  | Meer afbeeldingen                           |
| 1882                            | Monument aan de Bisschop Zwijsenstraat                 | overig | Niel Steenbergen                                                                                |                   | beeld/sculptuur    | Bisschop Zwijsenstraat 66, 5021 KC     | Tilburg                         | 51° 33' 5" NB, 5° 5' 13" OL   | Monument aan de Bisschop Zwijsenstraat      |
| 1883                            | Onze Lieve Vrouw van Altijddurende Bijstand            | burgerslachtoffers, overig | Frans Mandos (schildering), Jos Donders (muur)                                                  | 27 oktober 1945   | kapel              | Ringbaan-Zuid / Groenstraat            | Tilburg                         | 51° 32' 50" NB, 5° 5' 59" OL  | Onze Lieve Vrouw van Altijddurende Bijstand |
| 2147                            | Monument aan de Boomstraat                             | overig | Jac Maris                                                                                       | 1941              | reliëf             | Boomstraat 81, 5038 GM                 | Tilburg                         | 51° 33' 32" NB, 5° 4' 22" OL  | Monument aan de Boomstraat                  |
| 2148                            | Monument aan de Trouwlaan                              | burgerslachtoffers | Jo Uiterwaal                                                                                    | 6 mei 1946        | beeld/sculptuur    | Trouwlaan, 5021 WD                     | Tilburg                         | 51° 32' 57" NB, 5° 4' 36" OL  | Monument aan de Trouwlaan                   |
| 2149                            | Plaquette in het NS-station (1)                        | burgerslachtoffers | Ir. H.G.J. Schelling (ontwerp), H.J. Winkelman (uitvoering)                                     | 9 september 1948  | plaquette          | Spoorlaan 35, 5038 CB                  | Tilburg                         | 51° 33' 37" NB, 5° 5' 4" OL   | Plaquette in het NS-station (1)             |
| 2150                            | Brits ereveld                                          | geallieerde militairen | Sir Reginald Blomfield (ontwerp Offerkruis)                                                     |                   | begraafplaats/graf | Gilzerbaan, 5037 KT                    | Tilburg                         | 51° 33' 12" NB, 5° 0' 46" OL  |                                             |
| 2151                            | Onze Lieve Vrouw ter Nood                              | burgerslachtoffers | Architect Jos Schijvens (kapel), Daan Wildschut (glas-in-beton), Kees Mandos (kalligrafie)      | 6 juni 1964       | kapel              | Kapelhof, 5038 AS                      | Tilburg                         | 51° 33' 18" NB, 5° 5' 1" OL   | Meer afbeeldingen                           |
| 2351                            | Plaquette in het NS-station (2)                        | burgerslachtoffers | Ir. H.G.J. Schelling (ontwerp), H.J. Winkelman (uitvoering)                                     | 9 september 1948  | plaquette          | Spoorlaan 35, 5038 CB                  | Tilburg                         | 51° 33' 37" NB, 5° 5' 4" OL   | Plaquette in het NS-station (2)             |
| 2420                            | Mariakapel in de Oude Toren                            | burgerslachtoffers | Zuster Oda (Mariëtte) Swagemakers (beeld)                                                       |                   | kapel              | Torenpad 26, 5056 SE                   | Berkel-Enschot                  | 51° 34' 43" NB, 5° 8' 28" OL  |                                             |
| 2524                            | Monument aan de Oude Markt                             | verzet Nederland | Melis Gieterijen Tilburg                                                                        | 4 mei 1982        | plaquette          | Oude Markt 7, 5038 TJ                  | Tilburg                         | 51° 33' 18" NB, 5° 5' 3" OL   | Monument aan de Oude Markt                  |
| 2525                            | Monument op de Joodse begraafplaats                    | vervolgden Nederland |                                                                                                 | 26 september 1948 | plaquette          | Bredaseweg, 5038 NA                    | Tilburg                         | 51° 33' 32" NB, 5° 2' 31" OL  |                                             |
| 2526                            | Monument op de R.K. begraafplaats in de wijk Goirke    | burgerslachtoffers |                                                                                                 |                   | gedenksteen        | Goirkestraat 68, 5046 GE               | Tilburg                         | 51° 34' 23" NB, 5° 4' 51" OL  |                                             |
| 2527                            | Monument bij het NS-station                            | allen, burgerslachtoffers |                                                                                                 | 16 oktober 1965   | overig             | Spoorlaan 35, 5038 CB                  | Tilburg                         | 51° 33' 37" NB, 5° 5' 4" OL   |                                             |
| 2528                            | Monument in Obs. De Vuurvogel                          | vervolgden Nederland | Dhr. P. de Vries                                                                                | 22 mei 1997       | gedenksteen        | Eikstraat 11, 5038 ML                  | Tilburg                         | 51° 33' 29" NB, 5° 4' 16" OL  |                                             |
| 2716                            | Oorlogsmonument                                        | verzet Nederland | Riki Mijling (07-12-1954)                                                                       | 26 mei 2005       | beeld/sculptuur    | Oude Bosschelaan 1, 5071 RP            | Udenhout                        | 51° 38' 7" NB, 5° 6' 48" OL   | Meer afbeeldingen                           |
| 3062                            | Nederlands grafmonument                                | militairen in dienst van het Ned. Kon. 1940-1945                                                                                             |                                                                                                 |                   | begraafplaats/graf | Capucijnenstraat 17, 5074 PE           | Biezenmortel                    | 51° 37' 28" NB, 5° 10' 42" OL | Meer afbeeldingen                           |
| 3121                            | De Zwerfkei aan de Coba Pulskenslaan                   | burgerslachtoffers, geallieerde militairen, verzet Nederland                                                                                 |                                                                                                 | 27 oktober 1984   | plaquette          | Stadhuisplein, 5038 WH                 | Tilburg                         | 51° 33' 19" NB, 5° 5' 11" OL  | De Zwerfkei aan de Coba Pulskenslaan        |
| 3122                            | Maria-monument                                         | algemeen | Hein Koreman                                                                                    | 15 augustus 1960  | beeld/sculptuur    | Rooseveltplein, 5025 WT                | Tilburg                         | 51° 32' 50" NB, 5° 3' 38" OL  | Maria-monument                              |
| 3309                            | Plaquette in de Noordstraat                            | burgerslachtoffers | Mieke Engering                                                                                  | 27 oktober 2008   | plaquette          | Noordstraat 59, 5038 EG                | Tilburg                         | 51° 33' 35" NB, 5° 4' 44" OL  | Plaquette in de Noordstraat                 |
| 3406                            | Hiroshima-monument                                     | overig |                                                                                                 |                   | boom               | De Vijfsprong, 5038 DD                 | Tilburg                         | 51° 33' 27" NB, 5° 4' 53" OL  | Hiroshima-monument                          |
| 3470                            | Geallieerd erehof                                      | geallieerde militairen |                                                                                                 |                   | begraafplaats/graf | Capucijnenstraat 17                    | Biezenmortel                    | 51° 37' 20" NB, 5° 10' 45" OL | Geallieerd erehof                           |
| 4295                            | Holocaust-monument                                     | vervolgden Nederland | Tine van de Weyer                                                                               | 24 april 2020     | beeld/sculptuur    | Stadhuisplein, 5038 WH                 | Tilburg                         | 51° 33' 19" NB, 5° 5' 11" OL  | Holocaust-monument                          |
| Dit oorlogsmonument op Wikidata | Geallieerd erehof                                      | geallieerde militairen |                                                                                                 |                   | begraafplaats/graf | Slimstraat / Kloosterpad               | Udenhout                        | 51° 36' 39" NB, 5° 8' 30" OL  | Meer afbeeldingen                           |
| Dit oorlogsmonument op Wikidata | Oorlogsgraf van W.G. van de Voort                      | verzet Nederland |                                                                                                 |                   | grafmonument       | Slimstraat / Kloosterpad               | Udenhout                        | 51° 36' 39" NB, 5° 8' 30" OL  | Oorlogsgraf van W.G. van de Voort           |
| Dit oorlogsmonument op Wikidata | Stolpersteine                                          | vervolgden Nederland | Gunter Demnig                                                                                   | 2010              | plaquette          | Zie Lijst van Stolpersteine in Tilburg | Biezenmortel, Tilburg, Udenhout |                               | Meer afbeeldingen                           |

Alphen-Chaam ·
Altena ·
Asten ·
Baarle-Nassau ·
Bergeijk ·
Bergen op Zoom ·
Bernheze ·
Best ·
Bladel ·
Boekel ·
Boxtel ·
Breda ·
Cranendonck ·
Deurne ·
Dongen ·
Drimmelen ·
Eersel ·
Eindhoven ·
Etten-Leur ·
Geertruidenberg ·
Geldrop-Mierlo ·
Gemert-Bakel ·
Gilze en Rijen ·
Goirle ·
Halderberge ·
Heeze-Leende ·
Helmond ·
's-Hertogenbosch ·
Heusden ·
Hilvarenbeek ·
Laarbeek ·
Land van Cuijk ·
Loon op Zand ·
Maashorst ·
Meierijstad ·
Moerdijk ·
Nuenen, Gerwen en Nederwetten ·
Oirschot ·
Oisterwijk ·
Oosterhout ·
Oss ·
Reusel-De Mierden ·
Roosendaal ·
Rucphen ·
Sint-Michielsgestel ·
Someren ·
Son en Breugel ·
Steenbergen ·
Tilburg ·
Valkenswaard ·
Veldhoven ·
Vught ·
Waalre ·
Waalwijk ·
Woensdrecht ·
Zundert